# 倫塞勒縣 (紐約州)
倫塞勒縣（英語：Rensselaer County）是美国纽约州東南部的一個縣，西傍哈德遜河，東鄰佛蒙特州和麻薩諸塞州，面積1,723平方公里。根據2020年美國人口普查，共有人口16萬1,133人。縣治特洛伊。該縣成立於1791年，縣名紀念當地最早的地主吉里安·馮·倫塞勒（Kiliaen Van Rensselaer）。